# Willi Moos
Wilhelm („Willi“) Moos (* 18. April 1900 in Speyer; † 13. Juli 1981 in Rosenheim) war ein deutscher Jurist und Landrat.

## Leben
Moos promovierte zum Dr. jur. und legte im November 1926 die juristische große Staatsprüfung ab. Am 1. Mai 1927 wurde er zum Regierungsassessor ernannt. Er arbeitete beim Bezirksamt Ludwigshafen, bei der Polizeidirektion Ludwigshafen und beim Polizeipräsidium Nürnberg und wurde am 1. November 1929 zum Regierungsrat befördert. Er war Mitglied der SS (SS-Nummer 276.821), in der er zum Obersturmbannführer aufstieg. Zum 1. August 1935 trat er der NSDAP bei (Mitgliedsnummer 3.692.467).
Nach Beginn des Zweiten Weltkrieges wurde er ab Juli 1940 an das Landratsamt Schongau abgeordnet.
Ab 15. September 1941 wurde ihm das Amt des Landrats im Landkreis Wasserburg am Inn kommissarisch übertragen. Mit Wirkung vom 1. Februar 1942 übernahm er offiziell die Funktion des Landrats in Wasserburg am Inn. Er blieb bis nach Ende des Zweiten Weltkrieges im Amt. Aufgrund personeller Engpässe wurde ihm am 17. Januar 1944 übergangsweise auch die beiden Landratsämter Schongau und Landsberg übertragen.
1948 wurde er nach erfolgter Internierung in einem Spruchkammerverfahren als Entlasteter eingestuft und setzte ab 1951 seine Beamtenlaufbahn in der Bundesrepublik Deutschland fort. Zuletzt wurde er im November 1964 zum Vizepräsidenten der Regierung von Oberbayern ernannt.
In seiner Freizeit war Moos Erster Vorsitzender des Landesverbandes der Pfälzer im rechtsrheinischen Bayern. Daneben war er Zweiter Vorsitzender des Pfennigparade e. V. München.

## Auszeichnungen
- Bayerischer Verdienstorden